# Abus de notation
 (août 2024).
Si vous disposez d'ouvrages ou d'articles de référence ou si vous connaissez des sites web de qualité traitant du thème abordé ici, merci de compléter l'article en donnant les références utiles à sa vérifiabilité et en les liant à la section « Notes et références ».
En mathématiques, un abus de notation est l'utilisation de symboles hors de leur usage d'origine de façon à résumer une expression, au risque de contrevenir à un formalisme en cours, voire d'obtenir une expression ambiguë.
Par exemple, la notation √-1, utilisée au XVIIe siècle pour désigner l'unité imaginaire, est abusive dans le formalisme actuel où le symbole radical est réservé aux nombres réels positifs.

## Identification
Un abus de notation courant est l'identification entre deux objets mathématiques différents, c'est-à-dire l'utilisation de l'un pour l'autre.
Par exemple, il est fréquent d'employer le symbole d'inclusion pour relier divers ensembles de nombres, bien que ce symbole ait un sens précis en théorie des ensembles, pour indiquer que tous les éléments du premier ensemble appartiennent au second ensemble.
Or il existe de nombreuses constructions formelles différentes pour chaque ensemble de nombres et le choix de l'une ou l'autre de ces constructions est en principe sans incidence sur les propriétés des nombres. Il ne s'agit donc pas d'inclusion proprement dite mais d'identification d'un ensemble de nombres avec une partie d'un autre ensemble de nombres. Typiquement, les nombres réels sont identifiés avec les nombres complexes de partie imaginaire nulle.
De même, on identifie parfois l'espace des matrices à une ligne et une colonne avec le corps des scalaires, ou l'espace des matrices carrées réelles de taille n avec les endomorphismes de l'espace euclidien de dimension n.
On identifie aussi l'opérateur nabla pour désigner les opérateurs gradient et rotationnel quel que soit le système de coordonnées alors que nabla n'est formellement défini que pour les coordonnées cartésiennes.

## Lisibilité
Les abus de notation sont souvent utiles pour écrire des expressions plus simplement sans perte de compréhension.
Exemples
- La notation de Landau se montre plus souple que la notation de Hardy pour la comparaison asymptotique : en effet, on devrait écrire rigoureusement

{\displaystyle f(x)-g(x)=o_{a}(h(x))}
mais dans la pratique, on réécrit sous la forme:
{\displaystyle f(x)=g(x)+o_{a}(h(x)).}
- La composée de fonctions peut être résumée sans l'opérateur {\displaystyle \circ } quand une des deux fonctions est une fonction usuelle, mais en notant les fonctions comme des arguments. Par exemple, on pourra écrire {\displaystyle \exp(u)} en lieu et place de {\displaystyle \exp \circ u}.
- Dans l'étude des séries numériques, la notation {\displaystyle \sum _{n=0}^{+\infty }u_{n}} peut être vue comme abusive, car elle fait l'impasse sur la définition de la suite numérique {\displaystyle u_{n}} et de celle de ses sommes partielles.

## Calcul ombral
L'utilisation volontaire d'abus de notations donne parfois lieu à des phénomènes intéressants. Ainsi, le calcul ombral repose sur la manipulation abusive des symboles et notations mathématiques, mais donne lieu à des raccourcis mnémotechniques intéressants.